# Cho Bong-am
Cho Bong-am (조봉암; 曺奉岩, 25 de septiembre de 1898–31 de julio de 1959) fue un político coreano. Fue miembro fundador del Partido Comunista de Corea (조선공산당; 朝鮮共産黨) y del Partido Progresista (진보당; 進步黨), un partido socialdemócrata moderado que fue una de las principales fuerzas políticas de Corea del Sur. También fue candidato a la presidencia en las elecciones de 1952 y 1956.
Cho Bong-am estudió en Japón y en la Universidad Comunista del Este de Moscú. Sin embargo, después de la ocupación japonesa de Corea, Cho abandonó el Partido Comunista, al que criticó por su subordinación a la Unión Soviética. Después del gobierno militar de Estados Unidos en Corea, en 1947, Cho ocupó el cargo de ministro de Agricultura bajo la presidencia de Syngman Rhee.
En 1952, Cho presentó su candidatura para las elecciones presidenciales, enfrentándose al presidente Rhee y a Yi Si-yeong. Obtuvo apenas 800.000 votos frente a los 5,2 millones de Rhee.
El Partido Progresista fue fundado en las postrimerías de la Guerra de Corea bajo el liderazgo de Cho, quien, junto con sus seguidores, fue capaz de crear una gran coalición con las fuerzas de izquierda del país. Cho también creó coaliciones exitosas con fuerzas de derecha opuestas a la dictadura de Syngman Rhee. El Partido Progresista abogaba por la unificación pacífica con Corea del Norte mediante el fortalecimiento de las fuerzas democráticas del país y la consiguiente victoria en unas elecciones coreanas unificadas. Cho tomó partido por una línea tanto anticomunista como antiautoritaria, a la vez que apoyó las políticas del bienestar social para los campesinos y las clases bajas de las ciudades.
En las elecciones presidenciales de 1956, Cho se enfrentó de nuevo a Rhee. Terminó perdiendo de nuevo, aunque obtuvo un 30% de los votos, un resultado superior a lo esperado. Sin embargo, las pugnas internas acabaron disgregando el Partido Progresista.
Tres años después de las elecciones, Cho fue acusado de espionaje y de recibir fondos de Corea del Norte. Su primer juicio acabó en absolución, pero fue juzgado por segunda vez y condenado. Fue ejecutado el 31 de julio de 1959. Su sentencia de muerte fue anulada por la Corte Suprema de Corea del Sur en 2011.